# Bernolsheim
Bernolsheim est une commune française située dans la circonscription administrative du Bas-Rhin et, depuis le 1er janvier 2021, dans le territoire de la Collectivité européenne d'Alsace, en région Grand Est.
Cette commune se trouve dans la région historique et culturelle d'Alsace.

## Géographie

### Hydrographie
La commune est dans le bassin versant du Rhin au sein du bassin Rhin-Meuse. Elle n'est drainée par aucun cours d'eau,.

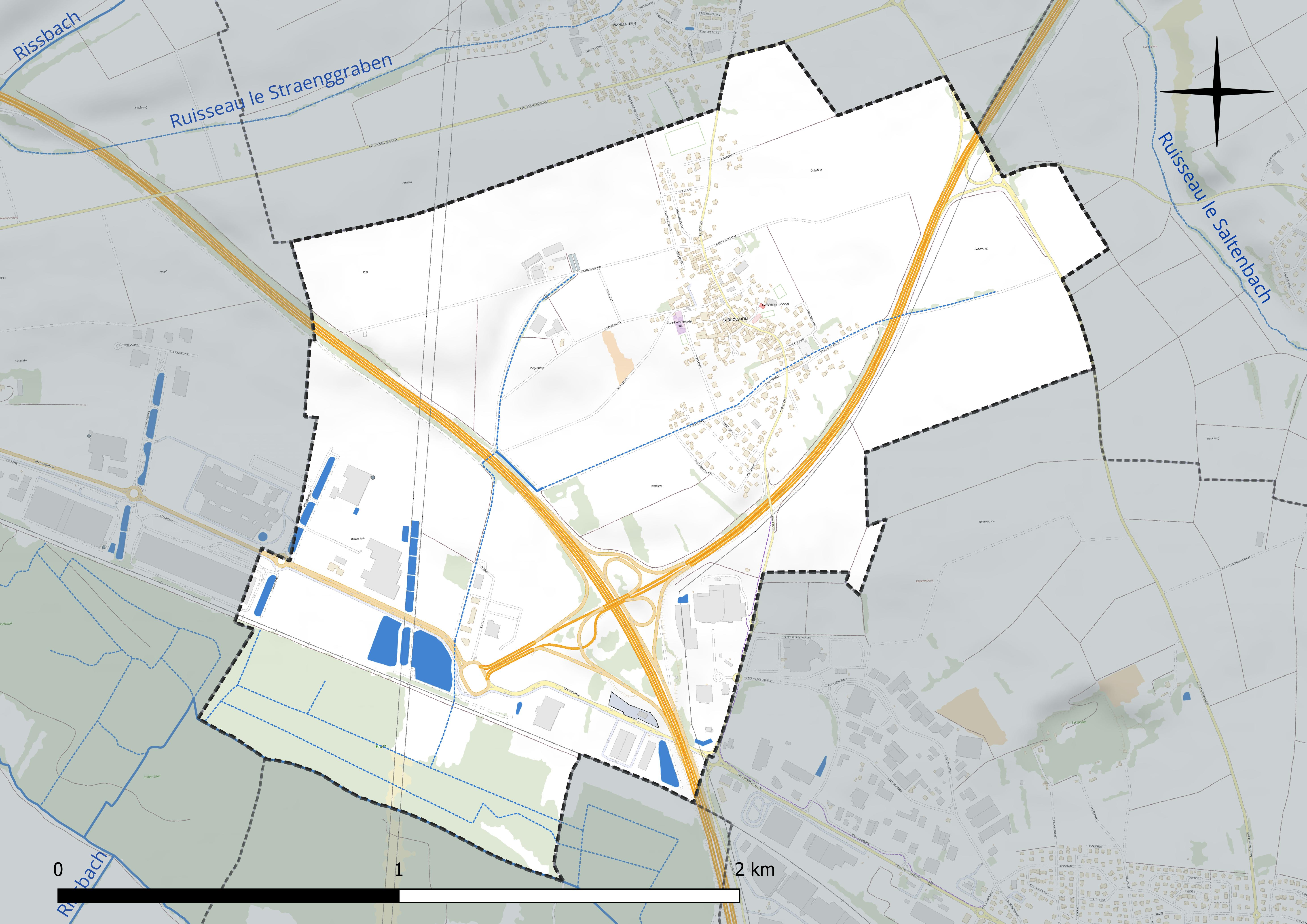
Réseau hydrographique de Bernolsheim.

### Climat
Pour des articles plus généraux, voir Climat du Grand Est et Climat du Bas-Rhin.
En 2010, le climat de la commune est de type climat des marges montargnardes, selon une étude du Centre national de la recherche scientifique s'appuyant sur une série de données couvrant la période 1971-2000. En 2020, Météo-France publie une typologie des climats de la France métropolitaine dans laquelle la commune est exposée à un climat semi-continental et est dans une zone de transition entre les régions climatiques « Vosges » et « Alsace ». 
Pour la période 1971-2000, la température annuelle moyenne est de 10,4 °C, avec une amplitude thermique annuelle de 17,7 °C. Le cumul annuel moyen de précipitations est de 738 mm, avec 9,9 jours de précipitations en janvier et 10,2 jours en juillet. Pour la période 1991-2020, la température moyenne annuelle observée sur la station météorologique de Météo-France la plus proche, « Waltenheim-sur-zorn », sur la commune de Waltenheim-sur-Zorn à 5 km à vol d'oiseau, est de 11,3 °C et le cumul annuel moyen de précipitations est de 652,2 mm. 
La température maximale relevée sur cette station est de 38 °C, atteinte le 7 août 2015 ; la température minimale est de −14,9 °C, atteinte le 20 décembre 2009,,. 
Les paramètres climatiques de la commune ont été estimés pour le milieu du siècle (2041-2070) selon différents scénarios d'émission de gaz à effet de serre à partir des nouvelles projections climatiques de référence DRIAS-2020. Ils sont consultables sur un site dédié publié par Météo-France en novembre 2022.

## Urbanisme

### Typologie
Au 1er janvier 2024, Bernolsheim est catégorisée bourg rural, selon la nouvelle grille communale de densité à sept niveaux définie par l'Insee en 2022.
Elle appartient à l'unité urbaine de Brumath, une agglomération intra-départementale regroupant quatre  communes, dont elle est une commune de la banlieue,,. Par ailleurs la commune fait partie de l'aire d'attraction de Strasbourg (partie française), dont elle est une commune de la couronne,. Cette aire, qui regroupe 268 communes, est catégorisée dans les aires de 700 000 habitants ou plus (hors Paris),.

### Occupation des sols
L'occupation des sols de la commune, telle qu'elle ressort de la base de données européenne d’occupation biophysique des sols Corine Land Cover (CLC), est marquée par l'importance des territoires agricoles (75 % en 2018), en diminution par rapport à 1990 (79,1 %). La répartition détaillée en 2018 est la suivante : 
terres arables (75 %), forêts (10,9 %), zones urbanisées (9,9 %), zones industrielles ou commerciales et réseaux de communication (4,2 %). L'évolution de l’occupation des sols de la commune et de ses infrastructures peut être observée sur les différentes représentations cartographiques du territoire : la carte de Cassini (XVIIIe siècle), la carte d'état-major (1820-1866) et les cartes ou photos aériennes de l'IGN pour la période actuelle (1950 à aujourd'hui).

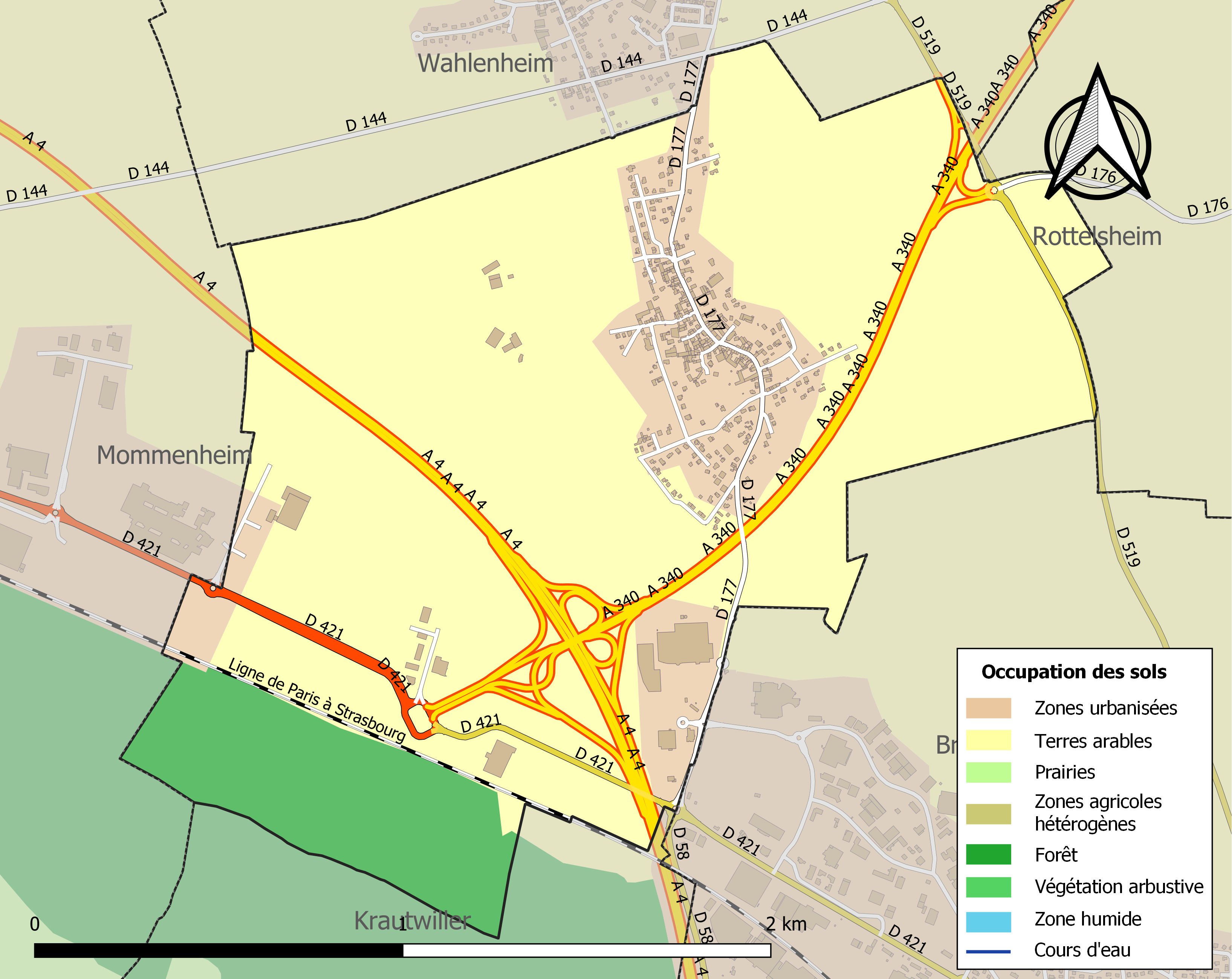
Carte des infrastructures et de l'occupation des sols de la commune en 2018 (CLC).

## Toponymie
La terminaison « -heim » indique Bernolsheim comme une fondation franconienne (8e siècle).
de l'anthroponyme germanique « Berold » et du suffixe « Heim »

## Histoire

### Moyen Âge
La première trace écrite citant la commune se trouve dans les manuscrits de l'Abbaye de Fulda en 798. Cette Abbaye allemande située en Hesse acquiert des terres dans plusieurs localités de Basse Alsace dont Bernolsheim qui s'appelait à l'époque "BEROLDASHEIM".
Après l'avènement des Hasbourg, Bernolsheim devient village d'Empire et intègre le Grand Bailliage de Haguenau, ce qui explique que le village reste catholique bien que confié en fief aux Lichtenber en mars 1332 puis aux Lampertheim. Bernolsheim faisait ainsi partie de la prévôté de Batzendorf avec les villages de Berstheim, Hochstett, Kriegsheim, Niederschaeffolsheim, Rottelsheim, Wahlenheim et Wintershouse, et ceci jusqu'en 1789.

### Époque contemporaine
En 1852, est mise en service la ligne de chemin de fer Strasbourg-Paris qui traverse le sud du ban de la commune.
La commune est reliée à électricité en 1926 et l'eau courante installée en 1965.

### Bernolsheim pendant la 2nd guerre mondiale
À la suite de la défaite française en 1940, l'Alsace Loraine a été annexé et intégré au Reich. Ainsi les alsaciens sont incorporés de force dans l'armée allemande à la suite d'une ordonnance du Gauleiter Robert Wagner du 25 août 1942. Plusieurs habitants de la communes sont envoyés au front des "malgré-nous". Parmi eux Antoine Lingenheim né en 1911 à Bernolsheim, il meurt en janvier 1945 à Opatow en Pologne.
Bernolsheim est libéré le 24 novembre 1944, une compagnie d'artilleurs américain prend position dans le village.

## Politique et administration

### Liste des maires
| Période                                  | Période                              | Identité            | Étiquette | Qualité               |
| ---------------------------------------- | ------------------------------------ | ------------------- | --------- | --------------------- |
| Les données manquantes sont à compléter. |                                      |                     |           |                       |
| 1947                                     | 1971                                 | Antoine Joseph Jung |           | Agriculteur           |
| 1971                                     | 2001                                 | Gérard Wendling     |           | Cadre de Banque       |
| 2001                                     | 2008                                 | Paul Adam           |           | Agriculteur           |
| mars 2008                                | mars 2018 (décès en cours de mandat) | Maryse Milot        |           | Professeur des écoles |
| juin 2018                                | mai 2020                             | Michel Hartmann     |           |                       |
| mai 2020                                 | En cours                             | Jean-Marc Diersé    |           | Retraité              |

## Population et société

### Démographie
L'évolution du nombre d'habitants est connue à travers les recensements de la population effectués dans la commune depuis 1793. Pour les communes de moins de 10 000 habitants, une enquête de recensement portant sur toute la population est réalisée tous les cinq ans, les populations de référence des années intermédiaires étant quant à elles estimées par interpolation ou extrapolation. Pour la commune, le premier recensement exhaustif entrant dans le cadre du nouveau dispositif a été réalisé en 2004.

En 2022, la commune comptait 610 habitants, en évolution de +1,33 % par rapport à 2016 (Bas-Rhin : +3,17 %, France hors Mayotte : +2,11 %).
| 1793 | 1800 | 1806 | 1821 | 1831 | 1836 | 1841 | 1846 | 1851 |
| ---- | ---- | ---- | ---- | ---- | ---- | ---- | ---- | ---- |
| 203  | 211  | 342  | 383  | 402  | 416  | 401  | 400  | 406  |

| 1856 | 1861 | 1866 | 1871 | 1875 | 1880 | 1885 | 1890 | 1895 |
| ---- | ---- | ---- | ---- | ---- | ---- | ---- | ---- | ---- |
| 355  | 323  | 313  | 315  | 322  | 342  | 333  | 322  | 330  |

| 1900 | 1905 | 1910 | 1921 | 1926 | 1931 | 1936 | 1946 | 1954 |
| ---- | ---- | ---- | ---- | ---- | ---- | ---- | ---- | ---- |
| 316  | 331  | 313  | 304  | 310  | 302  | 290  | 274  | 308  |

| 1962 | 1968 | 1975 | 1982 | 1990 | 1999 | 2004 | 2006 | 2009 |
| ---- | ---- | ---- | ---- | ---- | ---- | ---- | ---- | ---- |
| 291  | 272  | 298  | 338  | 436  | 510  | 521  | 517  | 609  |

| 2014 | 2019 | 2022 | - | - | - | - | - | - |
| ---- | ---- | ---- | - | - | - | - | - | - |
| 615  | 602  | 610  | - | - | - | - | - | - |

### Enseignement

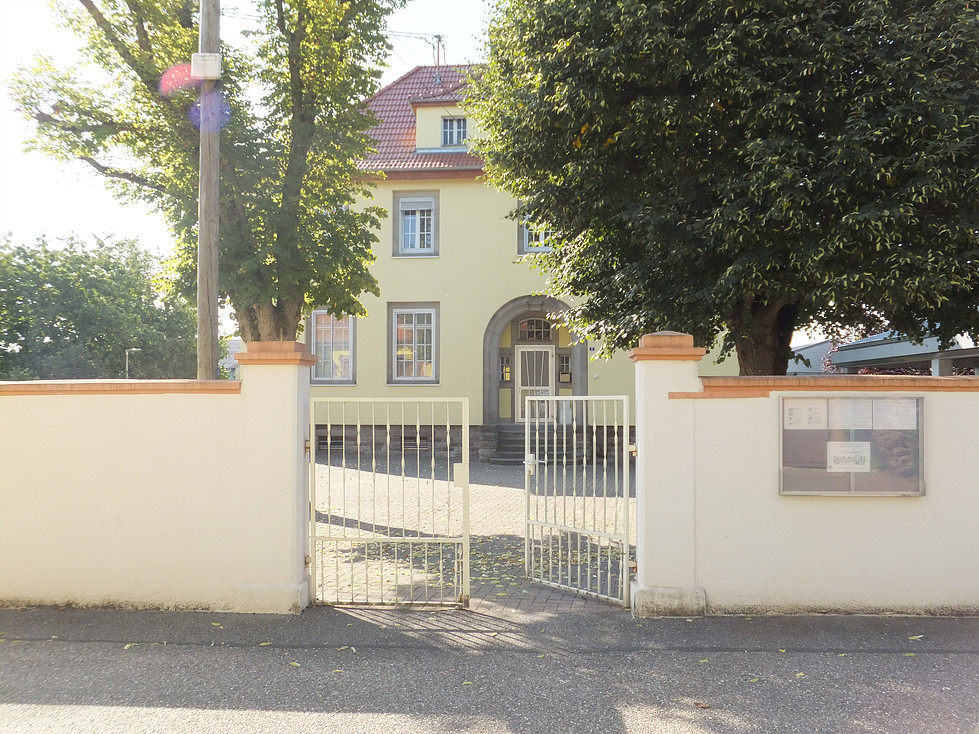
L'école primaire Les prés

- École primaire Les prés

École publique construite en 1998, elle comprend des classes de la maternelle à l'élémentaire.
La cour de l'école comprend deux tilleuls de 75 ans plantés en 1948 à l'initiative du conseil municipal afin de commémorer l'anniversaire des 30ans de la fin de la première guerre mondiale.

## Économie
Jusqu'au début des années 60, 90% de la population de la commune vivait de l'agriculture. Aujourd'hui il reste moins de 5 exploitations agricoles encore en activités.
La commune comprend de nombreuses entreprises. Ainsi, la majorité de son activité économique se concentre sur la Plateforme départementale d'activités (PDA) partagée avec la commune de Mommenheim et gérée par la Communauté d'agglomération de Haguenau. La commune compte ainsi une boite de nuit le "Mille Club" ainsi que des entreprises d'envergure tel qu'une usine Sew Usocom.

## Culture locale et patrimoine

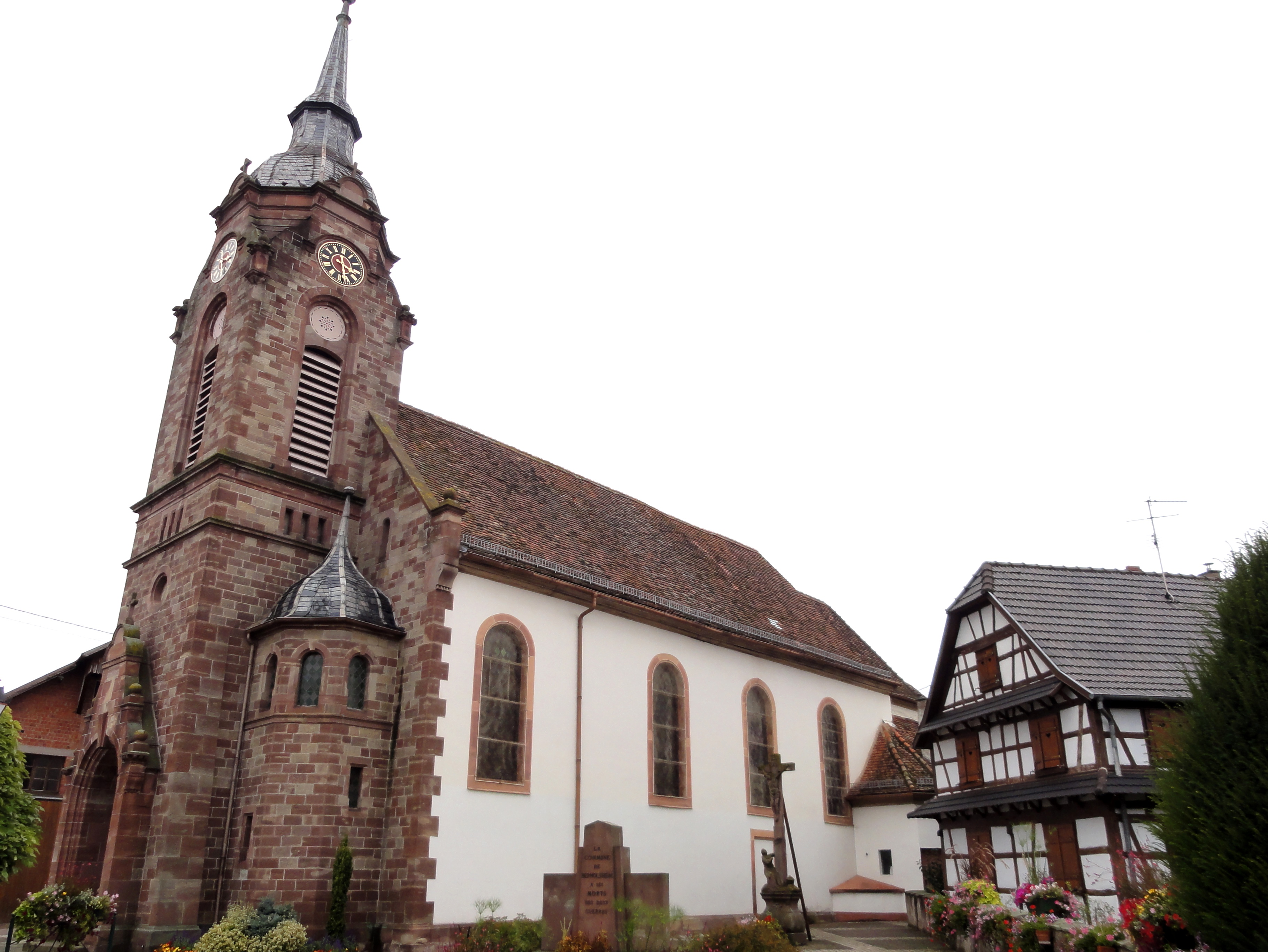
L'église Saints-Pancrace-et-Sébastien.

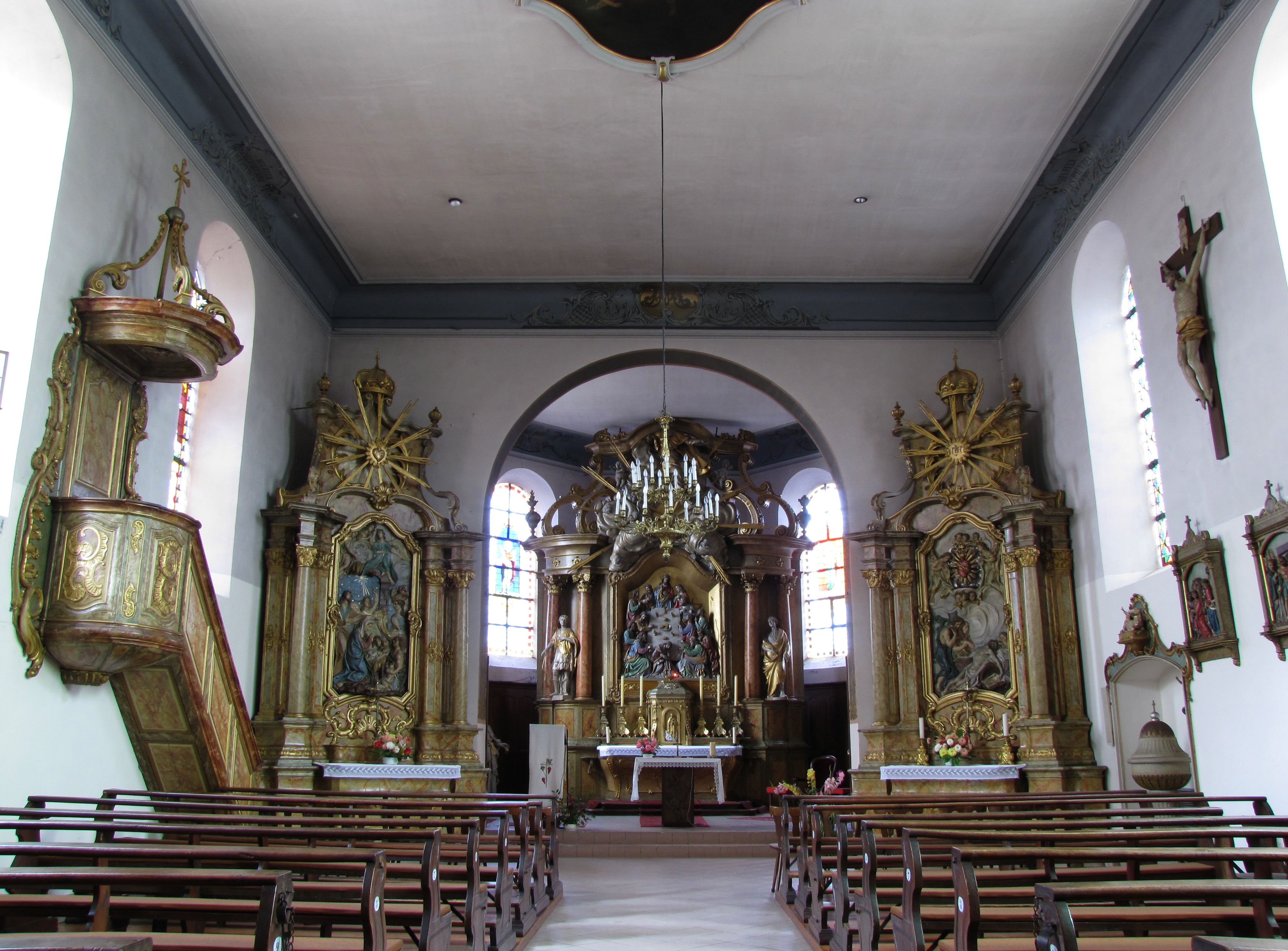
Vue centrale de l'église.

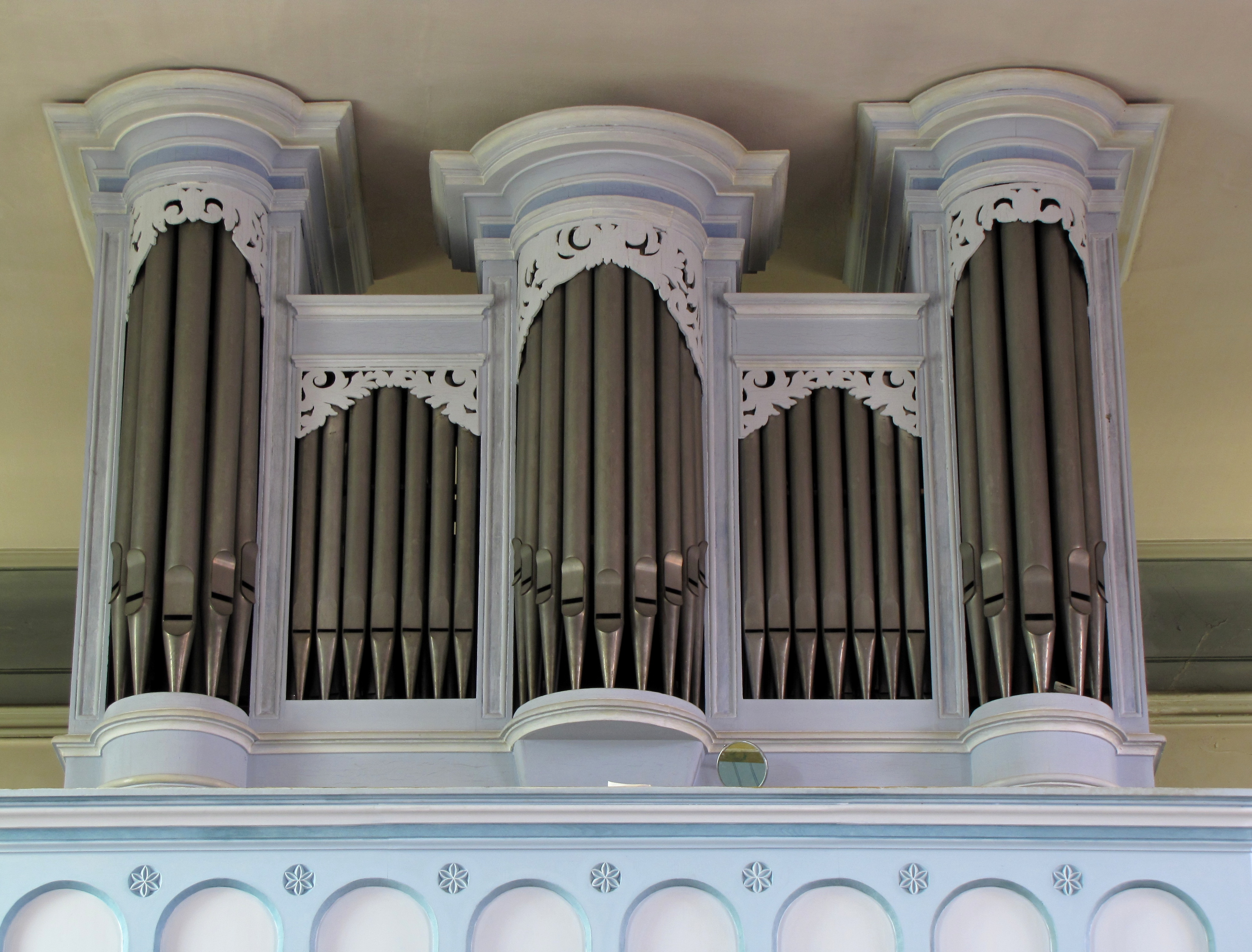
L'orgue de l'église

### Lieux et monuments
- L'église Saints-Pancrace-et-Sébastien

La construction de l'église commence en 1762 et est achevée en 1772, elle est bénite le 11 novembre de la même année. En 1906 est construit un nouveau clocher.
Les éléments les plus remarquables de l'église sont trois autels taillés dans le bois et polychromés, provenant de l'ancienne église des jésuites de Haguenau. Le tableau qui surplombe le maître-autel représenté la Sainte-Cène avec les douze apôtres entourant le Christ.
- - L'orgue

L'orgue actuel date de 1995 et fut construit par le facteur d'orgue Gaston Kern (de) de Hattmatt. Il est inauguré le 2 juin 1996 et est composé d'un clavier manuel de 54 notes et d'un pédalier de 27 marches avec une transmissions mécanique.
Au travers de l'histoire de nombreux orgues se sont succédé. Ainsi, le premier orgue de l'église date de 1807, il est remplacé en 1854 à la suite de l'achat par la commune de l'ancien orgue de l'église de Niederschaeffolsheim.
Durant la première guerre mondiale, les autorités allemandes prélèvent 53kg de tuyaux de l'orgue, ne laissant que les beaux tuyaux de façade et ceux indispensables au fonctionnement de l'instrument (l'Alsace était alors partie intégrante de l'Empire allemand). En 1920, la commune décide de faire construire un nouvel orgue à transmissions pneumatique, dernier orgue avant celui actuellement en place.
- Chapelle de Bernolsheim

Située au sein du cimetière de la commune, la chapelle fut construite en 1876 par le curé de la commune Joseph Harter.

### Héraldique
| Blason de Bernolsheim | Blason  | D'azur à la main bénissante d'or.                                     |
| Blason de Bernolsheim | Détails | Il représente la main bénissant de St Pancrace, patron de la commune. |